# Aeschnosoma auripennis
Aeschnosoma auripennis är en trollsländeart som beskrevs av Dirk Cornelis Geijskes 1970. Aeschnosoma auripennis ingår i släktet Aeschnosoma och familjen skimmertrollsländor. Inga underarter finns listade i Catalogue of Life.